# Jakob Bednarik
Jakob Bednarik, slovenski ekonomist, kineziolog in politik, *1958. + 2025.
Med 25. oktobrom 2001 in 3. decembrom 2004 je bil državni sekretar Republike Slovenije na Ministrstvu za šolstvo, znanost in šport Republike Slovenije.
Bil je profesor na FŠ UL in predsednik Plavalne zveze Slovenije.